# Нотальтен
Нотальте́н (фр. Nothalten) — коммуна на северо-востоке Франции в регионе Гранд-Эст (бывший Эльзас — Шампань — Арденны — Лотарингия), департамент Нижний Рейн, округ Селеста-Эрстен, кантон Оберне. До марта 2015 года коммуна административно входила в состав упразднённого кантона Барр (округ Селеста-Эрстен).

## Географическое положение

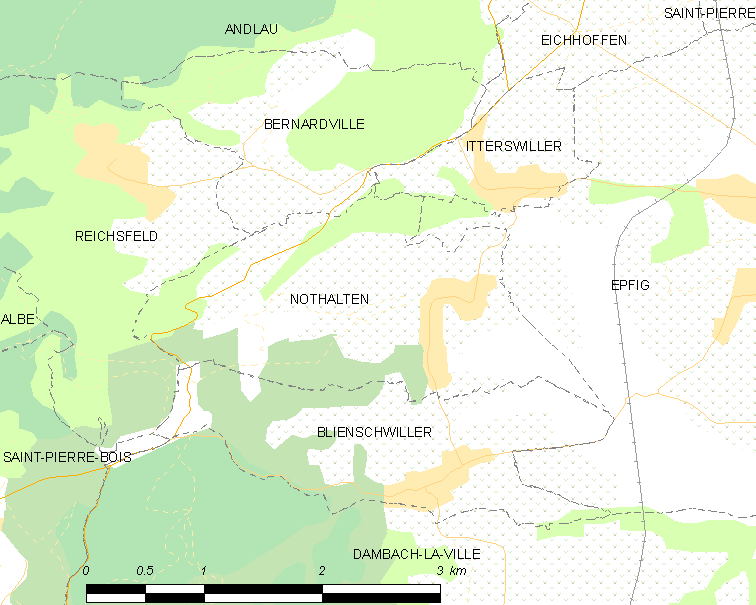
На карте

Коммуна расположена приблизительно в 380 км к востоку от Парижа, в 36 км к юго-западу от Страсбурга а, на Винной дороге Эльзаса. Код INSEE коммуны 67337.
Площадь коммуны — 4,0 км², население — 452 человека (2006) с тенденцией к стабилизации: 465 человек (2013), плотность населения — 116,3 чел/км².

## Население
Население коммуны в 2011 году составляло 462 человека, в 2012 году — 460 человек, а в 2013-м — 465 человек.
| 1962 | 1968 | 1975 | 1982 | 1990 | 1999 | 2006 | 2008 | 2011 | 2012 | 2013 |
| ---- | ---- | ---- | ---- | ---- | ---- | ---- | ---- | ---- | ---- | ---- |
| 446  | 437  | 417  | 420  | 449  | 417  | 452  | 459  | 462  | 460  | 465  |

Динамика населения:

## Экономика
В 2007 году среди 293 человек в трудоспособном возрасте (15-64 лет) 229 были экономически активными, 64 — неактивными (показатель активности — 78,2 %, в 1999 году было 75,9 %). Из 229 активных работали 220 человек (116 мужчин и 104 женщины), безработных было 9 (1 мужчина и 8 женщин). Среди 64 неактивных 22 человека были учениками или студентами, 31 — пенсионерами, 11 были неактивными по другим причинам.
В 2010 году из 302 человек трудоспособного возраста (от 15 до 64 лет) 242 были экономически активными, 60 — неактивными (показатель активности 80,1 %, в 1999 году — 75,9 %). Из 242 активных трудоспособных жителей работали 218 человек (112 мужчин и 106 женщин), 24 числились безработными (13 мужчин и 11 женщин). Среди 60 трудоспособных неактивных граждан 20 были учениками либо студентами, 32 — пенсионерами, а ещё 8 — были неактивны в силу других причин.

## Достопримечательности (фотогалерея)
- Михайловская церковь. Старая церковь 1336 года была снесена и перестроена в XIX веке. Памятник культурного наследия[13]
- Фонтан 1543 года. Исторический памятник с 1931 года[14]

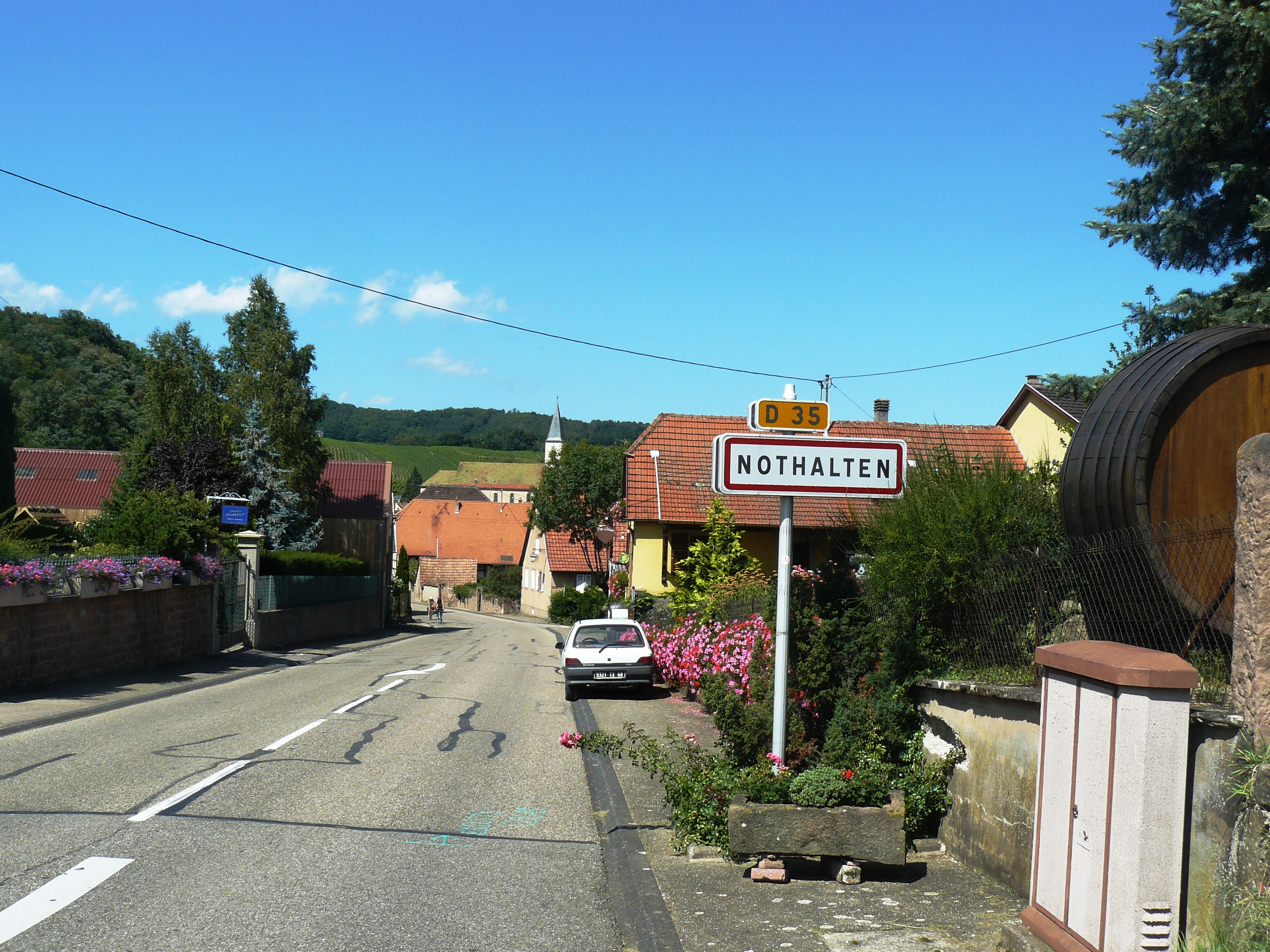
Въезд в Нотальтен
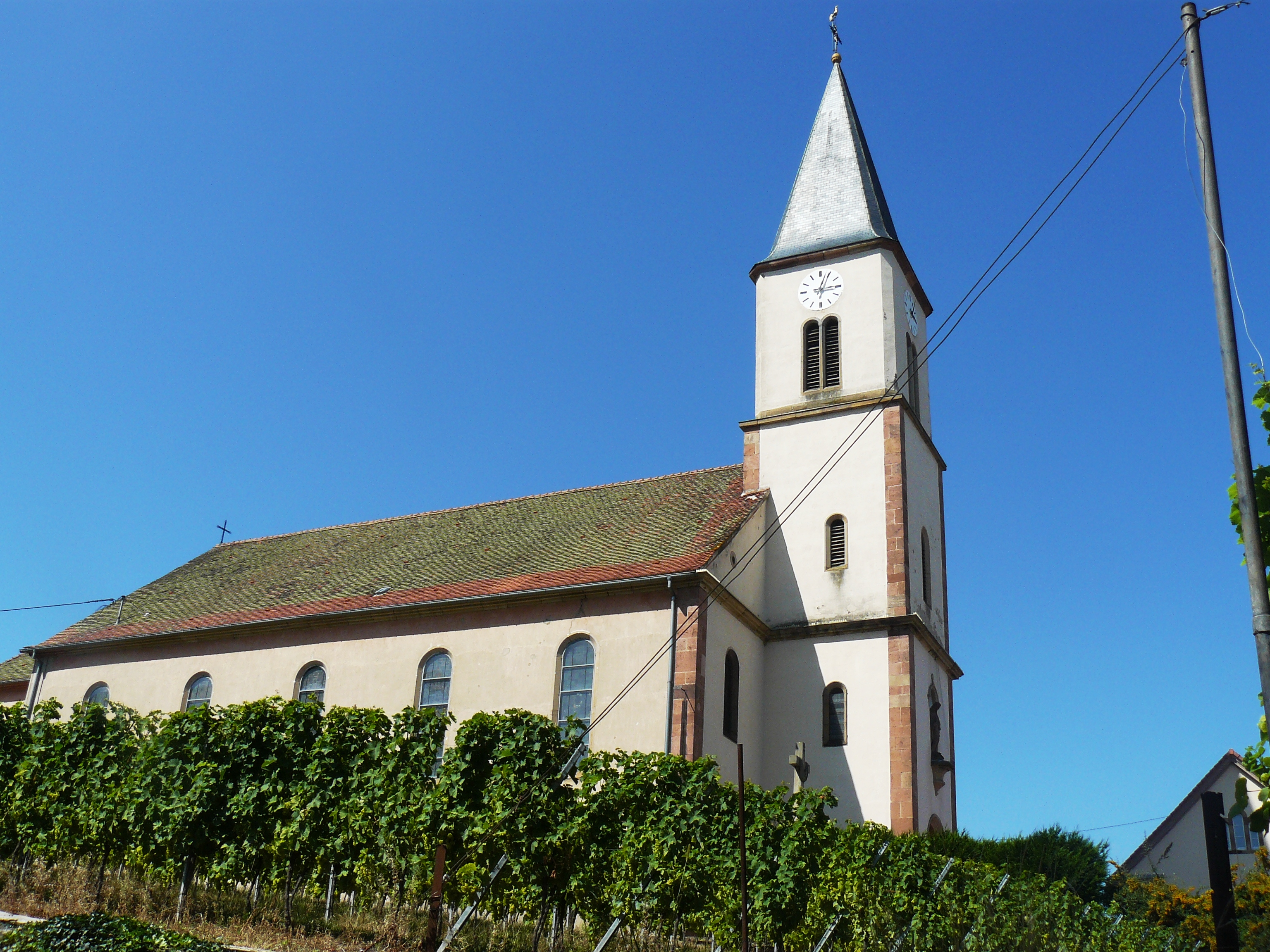
Михайловская церковь
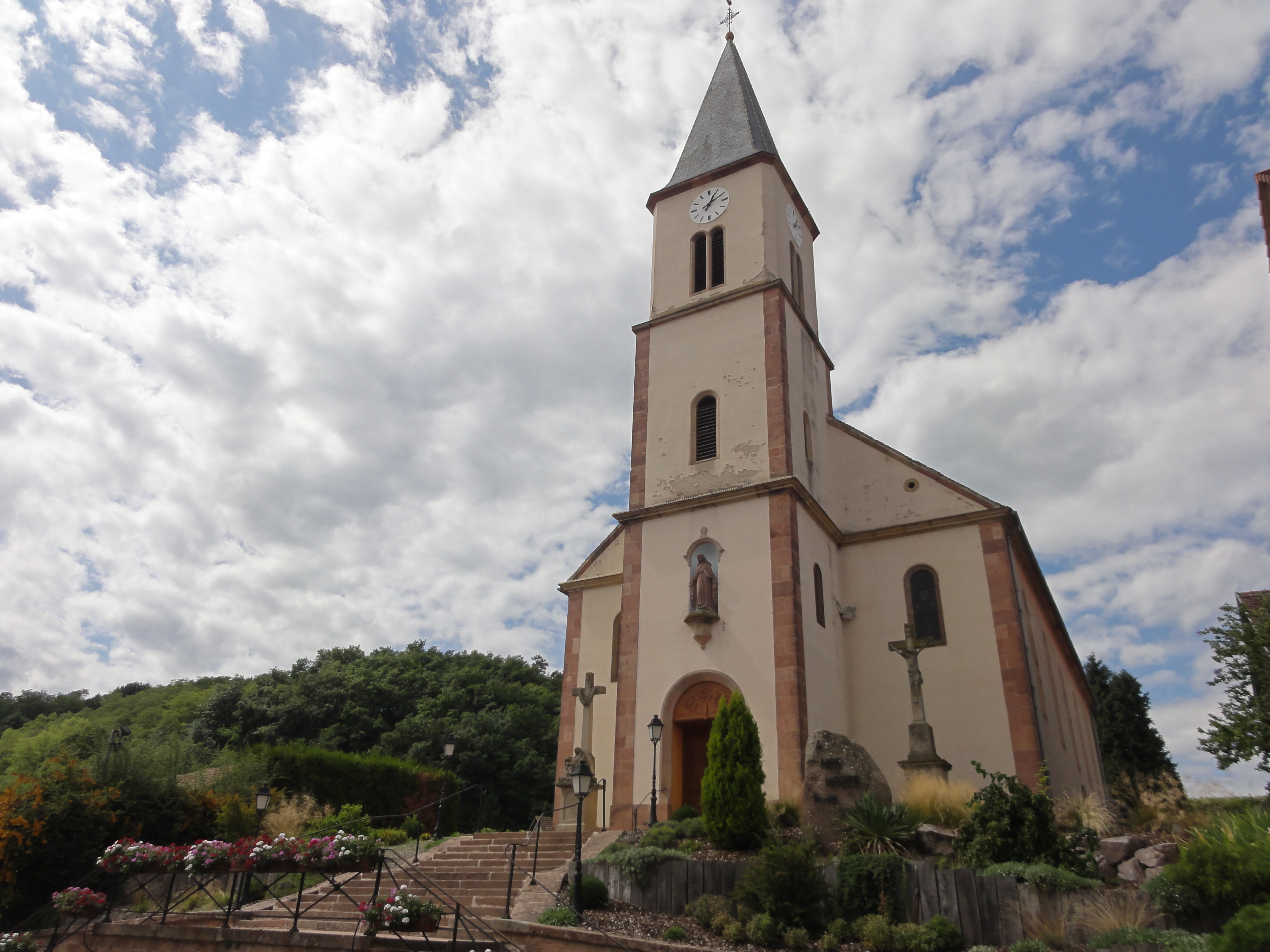
Колокольня
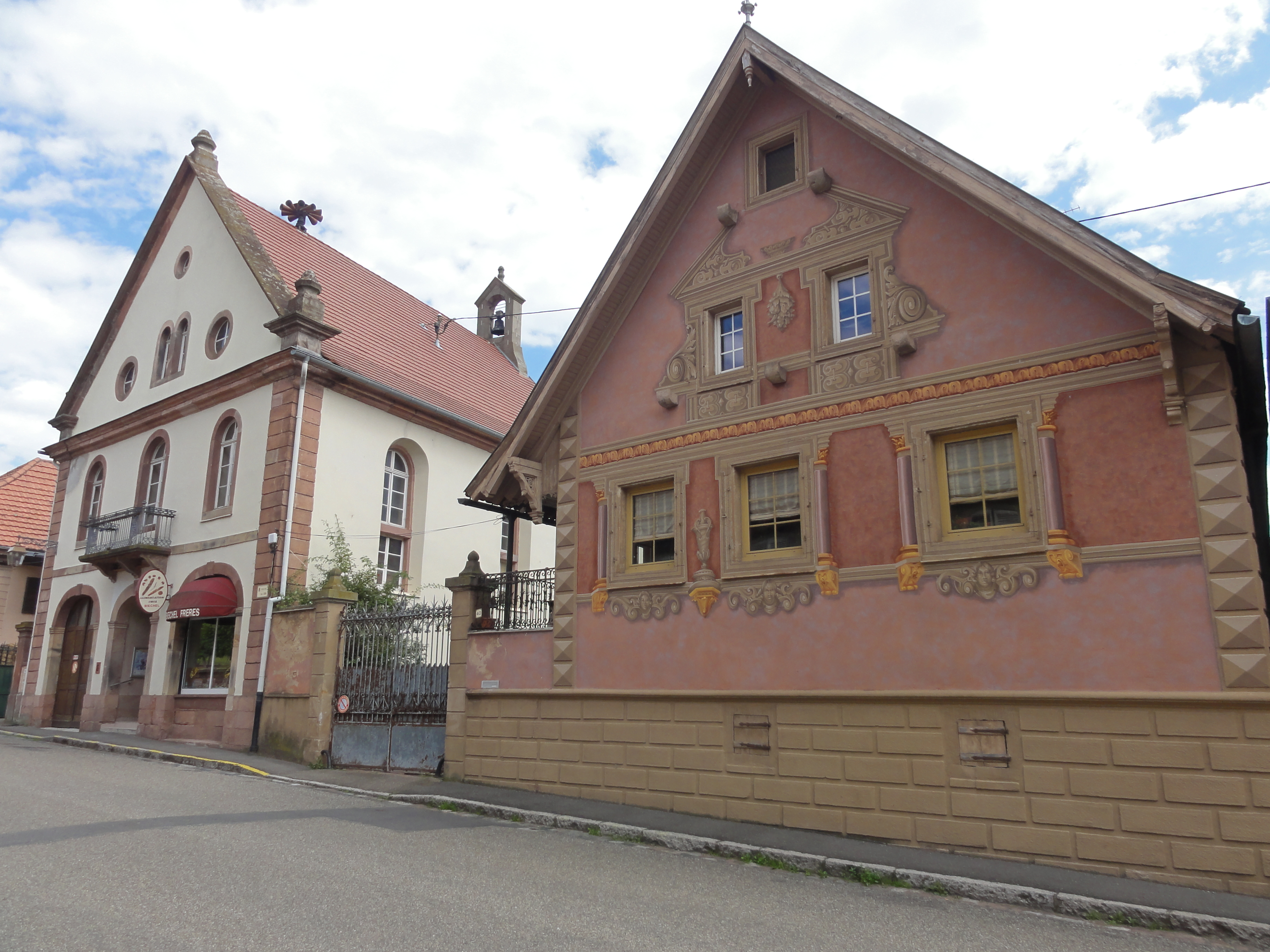
Бывшее здание церкви переоборудовано под мэрию
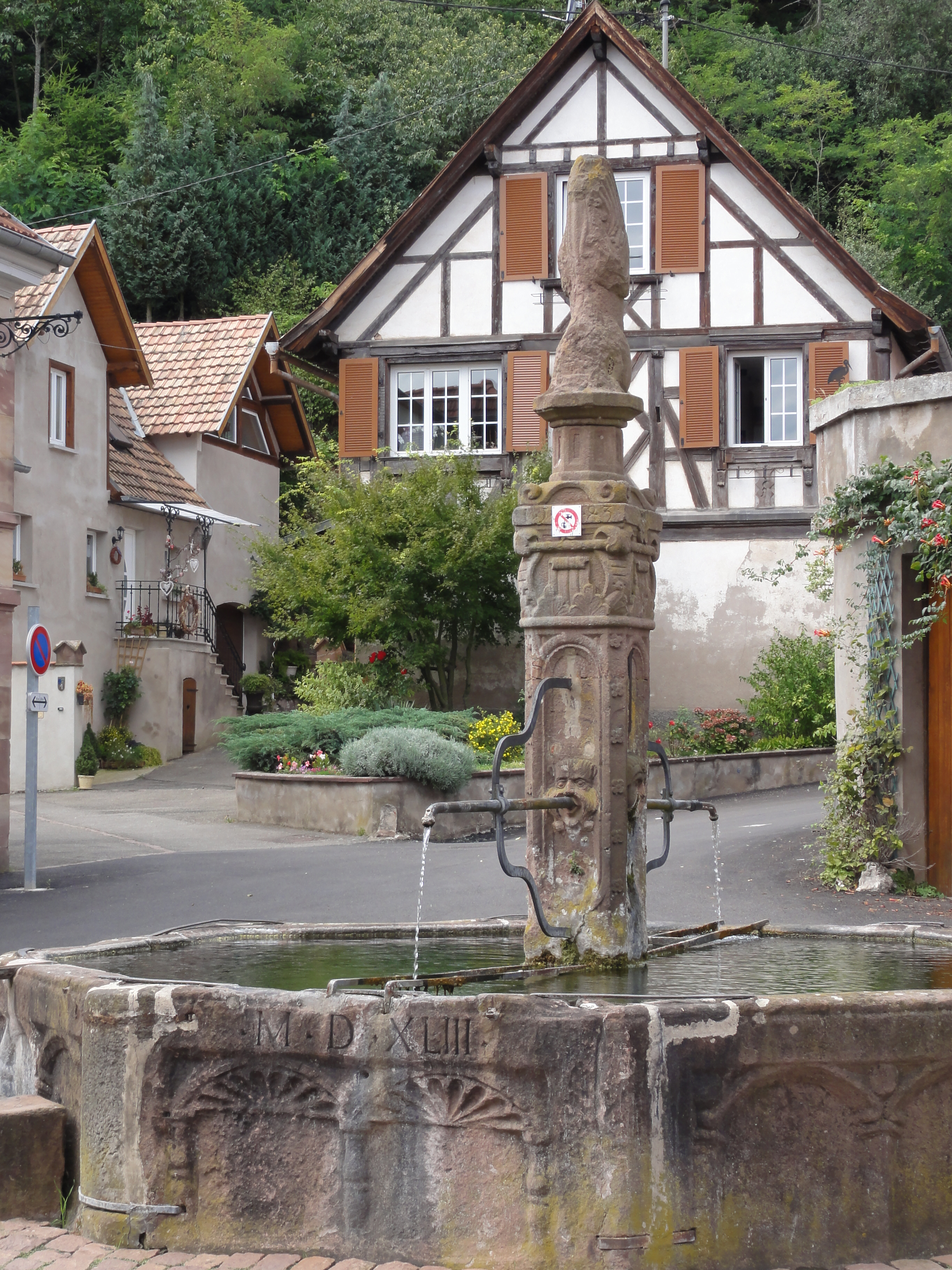
Фонтан